# Kościół Świętych Apostołów Piotra i Pawła w Skoczowie
Kościół Świętych Apostołów Piotra i Pawła – rzymskokatolicki kościół parafialny znajdujący się w Skoczowie.

## Historia
Obecny kościół parafialny w Skoczowie jest piątą świątynią – poprzednie cztery zostały strawione przez nawiedzające miasto pożary, kolejno w latach: 1470, 1531, 1713 i 1756. Świątynia została zbudowana w 1762 r. w stylu późnobarokowym  przez księdza proboszcza Andrzeja Pszczyńskiego i jego parafian. Budowla konsekrowana w dniu 23 sierpnia 1767 r. przez biskupa wrocławskiego Filippa Gottharda Schaffgotscha, który nadał jej wezwanie Świętych Apostołów Piotra i Pawła. Biskup konsekrował również ołtarz główny, w którym zostały umieszczone relikwie świętych męczenników Adeodata, Donata i Celestyny. Podarował także kościołowi obraz rzymskiego malarza Giovanniego Lafranco. Rocznica konsekracji została połączona z 40-dniowym odpustem. Budowla nie miała wtedy wieży (została ona dobudowana w 1862 r.). Zakrystia pierwotnie mieściła się po stronie Ewangelii i była położona niżej od całej świątyni. Współczesna zakrystia po stronie Lekcji pełniła wcześniej funkcję kaplicy pod wezwaniem Trzeciego Upadku. Została ona dobudowana później i w dniu 11 lipca 1823 r. została poświęcona przez księdza Leopolda J. Rużańskiego. W 1837 r. – z  powodu zawilgocenia starej zakrystii - przebudował on kaplicę na zakrystię.

## Opis

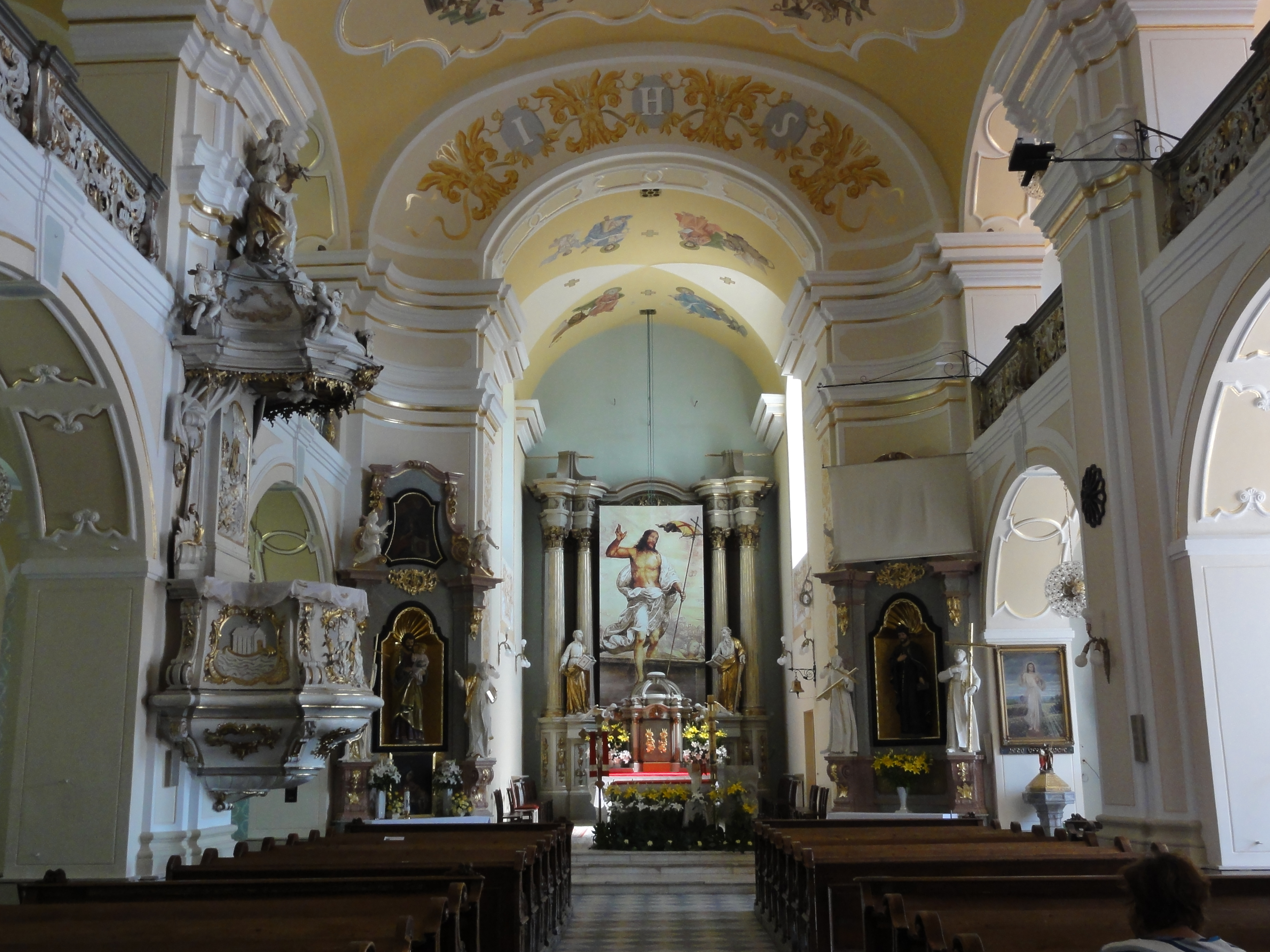
Barokowe wnętrze kościoła

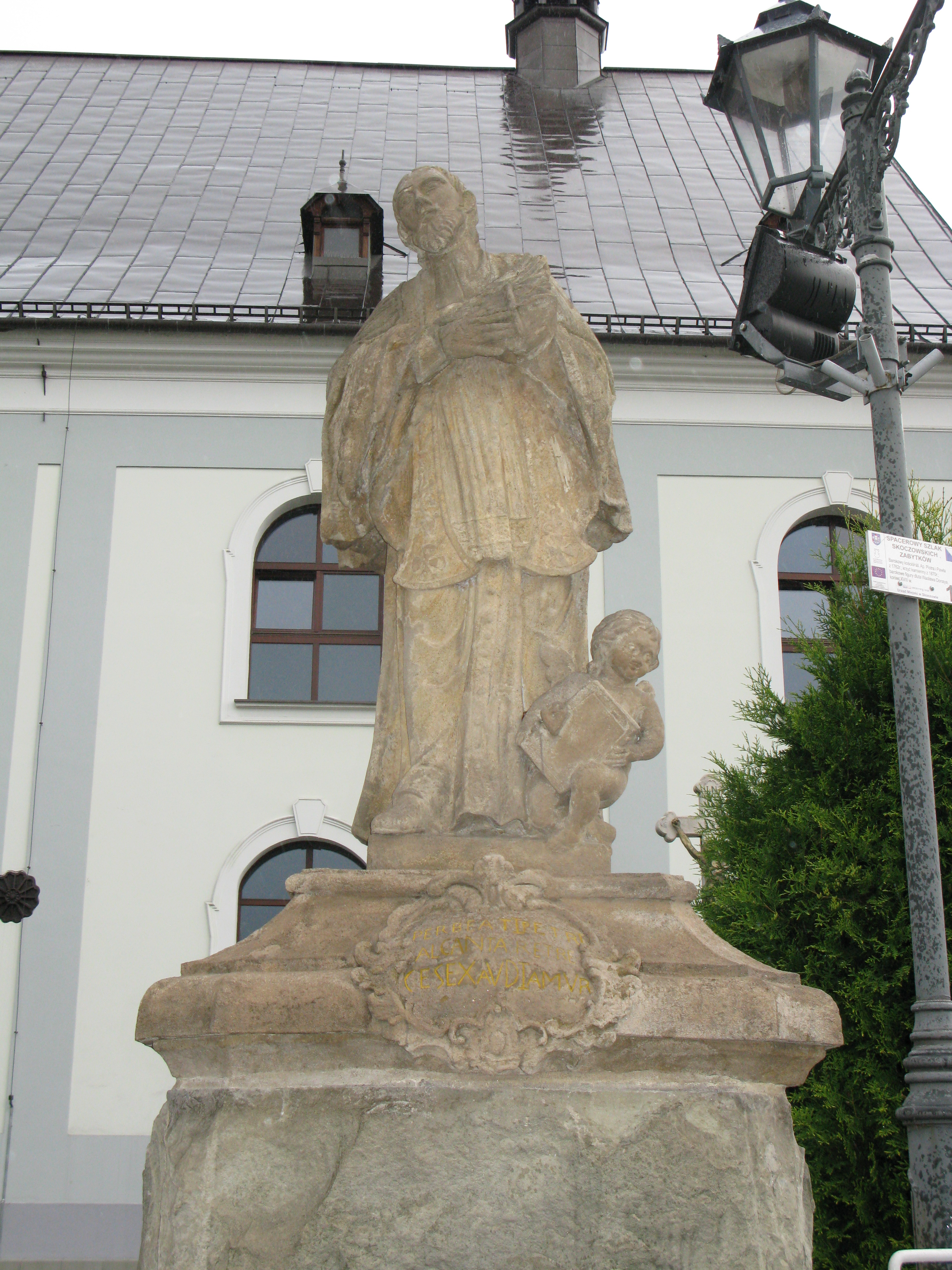
Pomnik św. Jana Sarkandra

Orientowany, barokowy o zatartych cechach stylowych. Trójnawowy, halowo-emporowy, o trzech przęsłach, z nawą główną szerszą i wyższą od prezbiterium. Przy korpusie od zachodu występująca ryzalitem kwadratowa wieża z kruchtą w przyziemiu. Pod kościołem znajdują się zasypane krypty.
Wewnątrz kościoła zwracają na siebie uwagę: rokokowa ambona z 1842 r., obraz Matki Boskiej Skoczowskiej (Matki Boskiej  z Dzieciątkiem) z 1737 r. w bocznym ołtarzu św. Józefa (dar książęcego leśniczego i radnego miejskiego dla świątyni; obraz został uszkodzony w październiku 2014 r. przez nieznanych sprawców), jak również organy zbudowane w 1892 r. przez firmę „Bracia Rieger” z Karniowa.
W kościele wiele miejsca poświęcono urodzonemu w tym mieście św. Janowi Sarkandrowi: przedstawiająca go drewniana figura, ołtarz boczny pod jego wezwaniem, sceny z jego życia namalowane na sklepieniu w 1972 r. przez prof. Czarneckiego z Katowic, zaś na wieży wisi dzwon „Sarkander”. Największą wartość mają jednak relikwie świętego podarowane w 1920 r. przez Lva Skrbenskego z Hříště, kardynała i arcybiskupa ołomunieckiego.
Przed kościołem stoją wyrzeźbione w 2 poł. XVIII w. przez miejscowego artystę Wacława Donaya figury św. Piotra z Alkantary i świętych Janów: Nepomucena, Kantego i Sarkandra..
22 stycznia 2012 r. podczas mszy świętej z udziałem ordynariusza diecezji bielsko-żywieckiej zostały przekazane relikwie błogosławionego Jana Pawła II – umieszczony w złotym relikwiarzu nasączony krwią błogosławionego fragment materiału, który otacza łaciński napis Ex Sanguine Beati Joannis Pauli II Papae (z krwi błogosławionego Jana Pawła II papieża).
9 kwietnia 2012 r. w kościele odsłonięto tablicę pamiątkową poświęconą Lechowi Kaczyńskiemu i ofiarom katastrofy polskiego Tu-154M w Smoleńsku.